# Jimmy Pop
Jimmy Pop, nome d'arte di James Moyer Franks (Trappe, 27 agosto 1972), è un cantante, musicista e rapper statunitense, conosciuto come frontman del gruppo musicale Bloodhound Gang.

## Biografia
Nato in un sobborgo della Pennsylvania, è uno dei due fondatori del gruppo Bloodhound Gang, unitamente a Michael Bowe (aka Daddy Long Legs). I due si sono conosciuti nel distretto scolastico della contea di Montgomery. Mentre era attivo con i Bloodhound Gang è stato anche membro di un gruppo natalizio chiamato The DiCamillo Sisters, insieme a Bam Margera, Brandon DiCamillo e Jess Margera. Ha collaborato inoltre con il DJ tedesco Tomcraft, con il gruppo sempre tedesco degli Scooter e con Die Atzen.